# Ченніно Ченніні
Ченніно Д'Андреа Ченніні (італ. Cennino di Andrea Cennini) (близько 1360 – до 1427) — італійський художник і автор практичного довідника Книга про мистецтво (італ. Il Libro dell'Arte). Навчався у Флоренції, був учнем Аньйоло Гадді і послідовником Джотто.

## Біографія
Ченніні народився в Колле-ді-Валь-д'Ельса, Тоскана. Після навчання у Флоренції деякий час працював в Падуї, на місцевого можновладця Франческо Новелло да Каррара.
Ченніні відомий насамперед як автор Книги про мистецтво, яку він написав на початку 15-го століття як практичний довідник з мистецтва пізнього Середньовіччя та раннього Відродження. Книга містить практичну інформацію про використання пігментів та пензлів, техніку малярства на дошці, тканині, вологій штукатурці (фрески), мистецтво малюнку, золочення, художнього ливарства та ін..